# Bistum Ragusa
Das Bistum Ragusa (lat.: Dioecesis Ragusiensis) ist eine auf Sizilien gelegene Diözese der römisch-katholischen Kirche in Italien mit Sitz in Ragusa auf Sizilien.
Es gehört zur Kirchenprovinz Syrakus in der Kirchenregion Sizilien und ist ein Suffraganbistum des Erzbistums Syrakus.

## Geschichte
Das Bistum Ragusa ist die jüngste der Diözesen Siziliens. Sie wurde am 5. Juni 1950 errichtet.

## Bischöfe des Bistums Ragusa
- Ettore Baranzini, Erzbischof von Syrakus † 1968 (5. Juni 1950 – 1. Oktober 1955, kommissarisch)
- Francesco Pennisi † 1974 (1. Oktober 1955 – 2. Februar 1974)
- Angelo Rizzo † 2009 (2. Februar 1974 – 16. Februar 2002)
- Paolo Urso (16. Februar 2002 – 7. Oktober 2015)
- Carmelo Cuttitta (7. Oktober 2015 – 28. Dezember 2020)
- Giuseppe La Placa (seit 8. Mai 2021)

## Weblinks

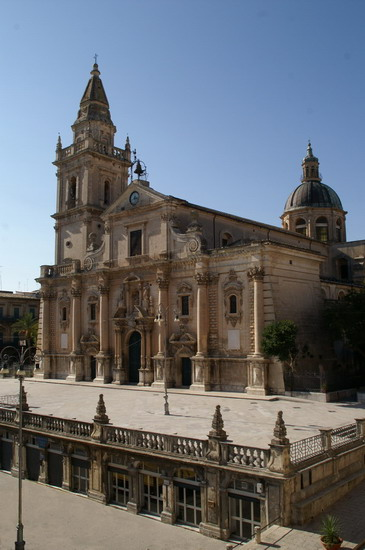
Kathedrale San Giovanni Battista